# 極北區
極北区（英語：Far North Region）是喀麥隆最北部的一個区，東鄰乍得，西鄰奈及利亞，北面為乍得湖湖面。面積34,246平方公里，2004年人口2,721,463人。首府馬魯阿。下分6縣。